# Селен Сойдер
 Мюкеррем Селен Сойдер (тур. Selen Soyder, 26 грудня 1986, Ізмір) — турецька модель та акторка, Міс Туреччина 2007.

## Біографія
Народилася 26 грудня 1986 року в Ізмірі. Початкову і середню освіту отримала в середній школі Саліха Ішгерена (Salih Işgören Ilkoğretim Okulu), закінчила Ізмірський ліцей Сельми Йигитальп (Izmir Selma Yiğitalp Lisesi). У тому ж році вступила в Анатолійський Університет на факультет зв'язків з громадськістю.
У 2006 році перемогла у конкурсі «Міс модель Туреччини», отримавши титул «Найкраща модель». Також брала участь у конкурсі «Міс бікіні Всесвіт», який проходив у Китаї. Вона увійшла в першу п'ятірку і отримала приз за найкращий національний костюм.
Повернувшись до Туреччини, знялася в кліпах рок-гурту Çalar Saat і підтримала їх. Знімалася в різних рекламних роликах і музичних кліпах.
В 2007 році взяла участь у конкурсі «Міс Туреччина», організованому Star TV. Серед 1200 учасниць перемогла, завоювавши титул «Міс Туреччина». У тому ж році брала участь у конкурсі «Міс Світу», який проходив у Китаї, але до п'ятірки лідерок не увійшла. У 2007 році знялася для каталогу відомої фірми Vakko.
У 2010 році Селен Сойдер отримала головну роль — Топрак — в телесеріалі Yer Gök Aşk, що транслюється на Fox TV. З такою ж роллю вона з'являється і в серіалі «Пора тюльпанів».
В даний час навчається в Стамбульському Університеті на історичному факультеті.

## Особисте життя
2010 року одружилася з партнером по знімальному майданчику серіалу «Між небом і землею» актором Толгаханом Сайишманом. 2014 році подружжя розлучилося.Влітку 2015 року стало відомо, що акторка одружилася з французькою моделлю Ореном Франсезом.

## Фільмографія
- 2010-2014 Пора тюльпанів роль Топрак Ілдиз
- 2010-2012 Між небом і землею роль Топрак
- 2014 Реакція роль Зейнеп
- 2016 Хто з нас не кохав? роль Ітір
- 2016 За скоєним не плачуть роль Сінем Девран Сонер